# Долішня Малина
Долішня Ма́лина (болг. Долна Малина) — село в Софійській області Болгарії. Входить до складу общини Горішня Малина.

## Населення
За даними перепису населення 2011 року у селі проживала 381 особа, усі — болгари.
Розподіл населення за віком у 2011 році:
Динаміка населення: